# 握奇陣
握奇陣（あっきじん）は、陣形のひとつである。

## 概要
中国の黄帝の所伝を風后が祖述したものであるという。
范蠡・楽毅・韓信などの武将がこれを研究、採用して勝利をおさめたといい、日本でも古くから知られた。
その基本陣形は「黄帝縦布握奇陣」である。縦布陣は縦長に隊を布置するもので、「天」の2隊を縦に重ねて、これに「地」の4隊を控えて、左右両翼には「風」2隊・「雲」2隊を十文字に置いて、その後方に「天衡」4隊を置いた。前後・左右に対称な陣形である。
しかし、このような陣形は実用的であるとはいえず、より実用的にしたものが「風后握奇陣」である。これは「握奇隊」が中央にあって、これを「衡隊」（本主力）が布置され、その周囲に「虎」・「蛇」・「風」・「雲」・「鳥」・「龍」がかこみ、後方に総予備隊を控えさせる。
風后握奇陣をさらに変化させた「曾公亮演黄帝所伝風后握奇陣」では、大将の握奇隊のほかに、「天」・「地」・「風」・「雲」の4隊を正兵として、「龍」・「虎」・「鳥」・「蛇」の4隊を奇兵として、別に遊軍を分派する。握奇陣の名称はここに起こった。
握奇陣は日本の兵学家によっても研究されたが、もともと大編成であることが前提で、そのまま採用されることは無かった。ただし、その構成要素である大将握奇の隊を控え置くこと、また、正兵・奇兵の組み合わせなどの原則は採用された。